# Ana Carrasco Conde
Ana Carrasco Conde, nacida en España, es una filósofa española, especialista en el mundo clásico griego, en idealismo alemán y romanticismo, filosofía de la historia, historia conceptual e historiografía. Su investigación y sus intereses, por tanto, se centran en el mundo clásico griego y en la Alemania de los siglos XVIII y XIX. 
Conocida como "la filósofa del mal" o "la Perséfone de la Filosofía", su labor en este sentido se centra en el "lado oscuro" de la filosofía: el mal y la maldad , la crueldad, lo monstruoso, lo grotesco, el terror, el horror, lo siniestro y lo abyecto. Preocupada por las teorías de la subjetivación, su trabajo se centra en analizar y estudiar las formas de destrucción de la subjetividad. 
A nivel histórico trae al presente conceptos y categorías del mundo antiguo, con versiones actualizadas de figuras míticas griegas y reflexiona sobre los desarrollos e influencias del idealismo alemán en el pensamiento contemporáneo. Se define a sí misma como neomaterialista con influencia del psicoanálisis. Su trabajo, de trasfondo idealista, vincula y relaciona bireccionalmente el modo de pensar con el tiempo histórico y con los espacios físicos de ahí que otra de sus líneas de trabajo esté vinculada a las teorías del espacio, la configuración espacial y los modos de habitar a través de las relaciones entre arquitectura, el urbanismo y filosofía.
Es ensayista y profesora de Filosofía en la Universidad Complutense de Madrid. Anteriormente fue investigadora en la Universidad Politécnica de Madrid (Escuela Técnica Superior de Arquitectura) en el marco de un contrato de investigación del Programa Internacional de Captación de Talento (PICATA). Ha sido investigadora contratada en la Universidad Carlos III de Madrid y en la Universidad Autónoma de Madrid, donde ha impartido también clases. Asimismo ha trabajado como investigadora del DAAD en la Ludwig-Maximilians-Universität de Munich y en la BADW.
Es directora de la revista de Filosofía Kritisches Journal 2.0
Colabora habitualmente con el periódico La Marea y tuvo una sección con Àngels Barceló ("Somos un incordio") antes en Hora 25 y desde 2019 a 2021 en Hoy por Hoy en la Cadena Ser, donde aplicaba su concepción de la filosofía como herramienta para "incordiar" o "discolar" los modos de pensar.
Está entre los "10 jóvenes filósofos cuyas reflexiones e investigaciones marcarán el pensamiento y los debates de las próximas décadas".
Su trabajo ha sido analizado por encarnación Lorenzo es su trabajo académico "La construcción y la destrucción del yo en la filosofía de Ana Carrasco Conde".
Su último trabajo La muerte en común. Sobre la dimensión intersubjetiva del morir está entre los 10 mejores ensayos de filosofía del 2024

## Premios
- 2012 - Premio de Investigación Julián Sanz del Río[7]
- 2023 - II Premio de Ensayo Eugenio Trías por "La muerte en común", que se publicará en 2024 [8]

## Biografía académica
Estudió la carrera de Filosofía en Madrid, en la Universidad Autónoma de Madrid, donde ha estudiado también Ciencias y Lenguas de la Antigüedad. Cursó parte de sus estudios en París, en la Université Paris Ouest Nanterre La Défense donde estudió con Catherine Chalier y Anca Vasiliu, y en Dresde. Se doctoró cum laude en el año 2009 con la Tesis Aberratio a centro. El problema del mal en la filosofía de F.W.J.Schelling (1809-1810), escrita entre Madrid y la Schelling-Kommission de la Academia de Ciencias de Baviera, en Munich, Alemania, de la que es actualmente investigadora invitada. Allí trabajó con los filósofos Wilhelm G. Jacobs y Jörg Jantzen.  
Ha realizado estancias de investigación en las universidades Paris-X Nanterre, en TU Berlin, en Ludwig-Maximilians-Universität de Munich y en la BADW. Es profesora invitada en la UNSAM (Argentina), la UNIOESTE (Brasil), en la UIC Dubrovnik (Croacia), en la Università degli Studi di Palermo (Italia), en la Universidad Austral de Chile y en la Universidad Iberoamericana de Ciudad de México. 
En el año 2012 recibió el premio internacional Julián Sanz del Río para jóvenes investigadores, entregado por la Fundación [Universidad.es] y el DAAD (Deutscher Akademischer Austauch Dienst, en español Servicio Alemán de Intercambio Académico)

## Mundo clásico o Pensamiento Antiguo
El trabajo de Ana Carrasco Conde se fundamenta en una lectura del mundo arcaico y clásico para elaborar sus propias aportaciones, basadas en la relación entre literatura griega y filosofía. Ha recuperado para la filosofía contemporánea las figuras de Medea, Clitemnesta, Hécuba o la Gorgona.

## Idealismo alemán, Romanticismo y filosofía contemporánea
Es una reconocida especialista en Hegel, Fichte y Schelling, así como en autores más desconocidos como Schubert, Ritter y Baader. Se ha preocupado por recuperación de los elementos filosóficos presentes en la poesía de Hölderlin. En su trabajo filosófico trata de pensar nuestro tiempo a partir de Schelling, así como recuperar elementos del Romanticismo, especialmente de Ludwig Tieck. Está influida por filósofos y filósofas actuales como Derrida, Agamben y Judith Butler, así como en el psicoanálisis.

## Historia de los conceptos: desquiciar conceptos
Metodológicamente su labor filosófica consiste en lo que ella denomina "desquiciar conceptos": analiza un concepto de uso habitual, lo desmonta, rastrea su historia y evolución para recuperar el sentido que tenía en la antigüedad e incrustar este sentido "antiguo" en el presente y resquebrajar así el "tejido simbólico-imaginario" de la contemporaneidad. En la entrevista en la revista Filosofía & Co dice: "no se trata de volver al pensamiento clásico por lo que tienen en común con nosotros, sino precisamente por aquello que nos diferencia y haciendo el esfuerzo de romper unas categorías, las nuestras, para traer nuevos sentidos a nuestro tiempo haciéndoles espacio al generar grietas en nuestra lógica. ¿Y si lo interesante es ver cómo se agrietan nuestras propias inquietudes? ¿Y si no se trata de pensar en la filosofía clásica y aplicar nuestras categorías sino de hacerlo al revés pensar en nuestro tiempo con categorías de otro tiempo? El esfuerzo es titánico porque nos exige desmontar nuestra propia lógica para dar acogida a lo diferente, pero al hacerlo es posible que tomemos otra perspectiva para afrontar nuestras preguntas. Al hacerlo nuestra cosmovisión, que parece tan homogénea, se agrieta y desquicia. Y es de lo que se trata: desmontar, desquiciar, ver los modos de ensamblaje de nuestro tiempo y hacerlo empleando como palanca pensamientos que vienen de otro tiempo. Nietzsche decía que había que ser intempestivo. Quizá de lo que se trate es de poner a prueba el tiempo y la historia que se juega con cada pensamiento y apreciar los modos de ensamblaje de la realidad: desquiciándolos al pensarnos a destiempo a golpes de martillos de otra época." 

## El mal, la maldad, el terror y el horror
Se preocupa por el mal, la catástrofe, la guerra, el terror, el horror, lo monstruoso y lo espectral aplicado tanto a la tradición clásica como a la filosofía moderna y contemporánea. Ha escrito varios trabajos al respecto desde el inicio de su carrera como “Cave canem. Del monstruo al otro a través de la literatura” (2004) o “Espacios del terror. La casa, el psiquiátrico y el bosque” (2015) y ha analizado la filosofía de Kant desde el terror ("La cara B de la razón", 2013), y el terror desde Kant ("American horror story: Kant, lo sublime y el terror romántico" ) a Benjamin desde los muertos insepultos ("¿De qué es síntoma de ángel de la historia descrito por Benjamin?", 2014), a Michel de Certeau desde Frankenstein ("El poema y la institución o sobre la escritura de la historia”, 2013).
Sobre el problema de la existencia del mal ha desarrollado a partir de la filosofía de Schelling el concepto de mismidad negativa por el cual el ser humano se impone al otro de forma activa y consciente hasta desembocar en una felicidad en hacer el mal. En sus últimos trabajo se centra en la diferencia entre el mal y la maldad, el terror y el horror y desarma la posición de Schelling.
Su obra más conocida en este tema es Decir el mal, considerado por varios de los críticos literarios de El Cultural como candidato al Premio de Ensayo Nacional 2021, donde desarrolla su noción de mal desde una dimensión intersubjetiva relacionada con los modos de relación y vinculación entre las personas. También sostiene, acudiendo a Aristóteles, que el mal es una cuestión de aprendizaje y costumbre. 

## Memoria, sujeto e identidad en la ciudad
- 2016 - Transformaciones del flâneur: callejear, observar, psicoanalizar”. En Rubio Garrido, A. (coordinador): Tiempo presente, Valencia, General de Ediciones de Arquitectura
- 2016 - La estética de la permanencia y la petrificación del espacio público: sobre la arquitectura de las formas totalitarias. En Villacañas, J.L.-Pinilla, S.: La utopía de los libros, Biblioteca Nueva, Madrid
- 2015 - El cuerpo de la crisis. La ciudad y sus sintomatologías en el paisaje urbano
- 2015 - Poder y territorio: el caso Brasilia. En Abraldes, D.(coordinador): Ideas que cruzan el Atlántico. Utopía y modernidad latinoamericana, Madrid, Escolar y Mayo.

## Obra publicada

### Filosofía y ensayo
- 2012 - Infierno horizontal. O sobre la destrucción del Yo, editorial Plaza y Valdés
- 2013 - La limpidez del mal. El mal y la historia en la filosofía de F.W.J. Schelling, editorial Plaza y Valdés
- 2017 - Presencias irReales. Simulacros, espectros y construcción de realidades, editorial Plaza y Valdés
- 2021 - Decir el mal, editorial Galaxia Gutenberg
- 2024 - La muerte en común ,editorial Galaxia Gutenberg

### Libros y trabajos colectivos
- 2011 - junto con E. Maraguat  Revista de Estud(i)os sobre Fichte, vol. 3 | 2011 Especial Fichte y Schelling
- 2013 - junto con A. Gómez El fondo de la historia. Estudios sobre idealismo y romanticismo, editorial Dykinson
- 2016 - La ciudad reflejada. Memoria e identidades urbanas, editorial Díaz&Pons
- 2016 - Proyecto escritorio, editorial Cuadernos del Vigía
- 2018 - junto con K. Hay Génesis Deseo Tiempo. Comentario a las Edades del Mundo de F.W.J. Schelling, Revista Philosophy@LISBON, vol. 7.
- 2020 - junto con Luciana Cadahia como editoras, Fuera de sí mismas: Motivos para dislocarse, editorial Herder
- 2021 - junto con Valerio Rocco y Laura Anna Macor: Hegel y Hölderlin. Una amistad estelar, editorial Círculo de Bellas Artes
- 2022 - junto con Nuria Sánchez Madrid y Germán Garrido: La ironía romántica. Un motor estético de emancipación social, editorial Siglo XXI